# Alexis Aranda
Fernando Alexis Aranda Mora  (Ciudad de México; 26 de octubre de 1974) es un compositor y pianista mexicano, con música interpretada por orquestas en todo el mundo. Ha compuesto diferentes obras para instrumentos solistas, dúos y ensambles; además tiene composiciones para orquesta sinfónica.

## Datos biográficos
A los seis años empieza a tocar el piano. Estudió piano en el Conservatorio Nacional de Música con Magdalena León Mariscal y Nadia Stankovitch, iniciando composición con Mario Lavista por cuatro años. En 1999 el Fondo Nacional para la Cultura y las Artes (Fonca) lo distinguió con la beca para jóvenes creadores por primera vez.
Su primera obra sinfónica es Thánatos compuesta en 2000, como encargo del Festival del Centro Histórico. La estrenó la Orquesta Filarmónica de la Ciudad de México dirigida por Carlos Miguel Prieto en el Palacio de Bellas Artes.
En 2001 se estrena la obertura Jericó interpretada por la Orquesta Sinfónica Nacional dirigida por Enrique Diemecke en el Palacio de Bellas Artes, dentro del Foro Internacional de Música Nueva.
En 2002 recibió de manos del embajador de Austria en México, la Medalla Mozart a la excelencia musical y a finales de ese mismo año, en el Conservatorio de Padua, en Italia, realiza estudios avanzados de contrapunto con el compositor Fabio Crosera. Allá, en 2003, también recibe el Premio de composición Cesare Pollini.
En 2004 fue nombrado compositor residente de la Orquesta Sinfónica Nacional, siendo hasta la fecha el compositor más joven en la historia de dicha orquesta en tener este cargo. Fruto de este trabajo es el Concierto para piano y orquesta estrenado por la pianista Eva María Zuk, bajo la dirección de Enrique Diemecke. Y en 2005 vuelve a recibir la beca para jóvenes creadores del FONCA.
En 2007 se le otorgó el premio de Comisión de obra del Sistema Nacional de Fomento Musical. Ese mismo año compone el Concerto Da Vinci, un concierto para orquesta compuesto sobre un fragmento musical escrito por Leonardo Da Vinci. Sus cuatro movimientos llevan los siguientes títulos: “El Caballo de Sforza”, “La adoración de los Magos”, “Máquinas” y “Estudios de Guerra”.
Punctus Contra Punctum, compuesta en 2008 se estrena en Bélgica, siendo un encargo de la Charlemagne Orchestra for Europe bajo la dirección de Bartholomeus van de Velde. Un año después, en 2009, estrena Khronos. Además ha escrito música para televisión, como "La plegaria" tema escrito para la telenovela La jaula de oro.
En 2010 el FONCA le otorga la beca del Sistema Nacional de Creadores de Arte. En 2016 fue nombrado "guest artist" por la Fundación México Contemporáneo de Canadá.

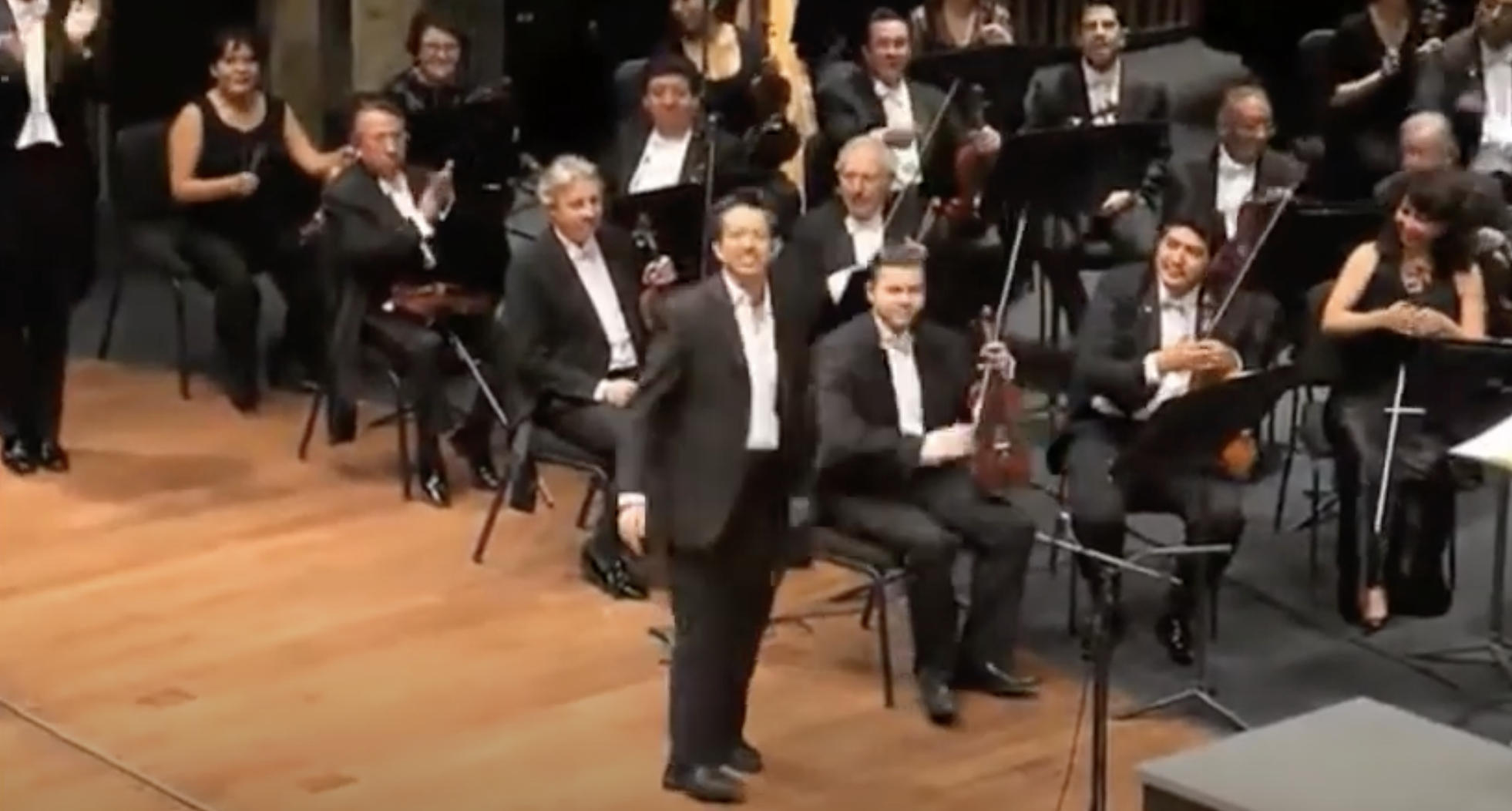
Alexis Aranda en Palacio de Bellas Artes, después del estreno de Magnitud 8.1.

En 2014 incursiona en el mundo cinematográfico con la música original de Peek-a-boo (dirigida por Mario Torre Lemus), un cortometraje para la primera edición del rally cinematográfico 48 Hour Film Project en Ciudad de México.
En 2015, en el marco del 30 aniversario del sismo de 1985 en la Ciudad de México, la Orquesta Sinfónica Nacional interpretó un programa que incluyó el estreno mundial de Magnitud 8.1, obra comisionada para Alexis Aranda. Además vuelve a colaborar con la música original de Bordes de la imaginación (dirigida por Mario Torre Lemus), finalista en Miradas del Centro Histórico, certamen convocado por La Casa del Cine Mx, el Fondo Mixto de Promoción Turística del Distrito y la Autoridad del Centro Histórico de la Ciudad de México.
En 2017 fue nombrado Compositor Residente de la Fundación Cultural PI Tchaikovsky, AC.
Las obras de Alexis Aranda han sido interpretadas en el Conservatorio Tchaikovsky de Moscú, el Weill Recital Hall del Carnegie Hall de Nueva York, el Palacio de Bellas Artes de México, el Teatro Colón de Buenos Aires, la Casa de Música de Viena, la Universidad de Harvard y el Teatro Verdi de Padua en Italia, así como en Austria, Australia, Rusia, Italia, Inglaterra, Bélgica, Suiza, Portugal, España, Croacia, Canadá, Estados Unidos, Argentina, Uruguay, Nicaragua, Cuba, Puerto Rico, Colombia, Chile, Guatemala y Perú.

## Obra
Cronología musical
- 2000 - Thánatos
- 2001 - Jericó
- 2003 - 1720: el Stradivarius rojo
- 2004 - Concierto para Piano y Orquesta[5]
- 2007 - Concerto Da Vinci
- 2008 - Punctus Contra Punctum
- 2009 - Khronos
- 2010 - Concierto de Fuego para violonchelo y orquesta
- 2013 - Concierto para piano y orquesta No. 2[11]
- 2015 - Magnitud 8.1[12]
- 2017 - Aire. Concierto para corno francés y orquesta
- 2017 - Credo
- 2020 - Epifanía: COnVIDa-19[13][14]
- 2024 - Nyx

Discografía
- Alexis Aranda: Conciertos. Camerata de Coahuila, Ramón Shade; México; 2019.[15]
- Ophiuco: el signo secreto. Orquesta Sinfónica de San Luis Potosí; México; 2021.

## Premios y reconocimientos
- 2002 - Medalla Mozart a la Excelencia Musical (Austria)
- 2003 - Premio de composición Cesare Pollini del Conservatorio de Padua (Italia).[6]